# Unspeakable
Unspeakable – singel promujący album 6:66 Satan’s Child amerykańskiego zespołu Danzig. Wydany w styczniu 2000 roku.

## Lista utworów
1. "Unspeakable" (Radio edit)
2. "Unspeakable" (Album version)

## Twórcy
- Glenn Danzig – śpiew, gitara
- Joey Castillo – perkusja
- Jeff Chambers – gitara
- Josh Lazie – gitara basowa